# Сан-Джованни-дель-Доссо
Сан-Джованни-дель-Доссо (итал. San Giovanni del Dosso) — коммуна в Италии, располагается в регионе Ломбардия, в провинции Мантуя.
Население составляет 1180 человек (2008 г.), плотность населения составляет 77 чел./км². Занимает площадь 15 км². Почтовый индекс — 46020. Телефонный код — 0386.
Покровителем коммуны почитается святой Иоанн Креститель, празднование 24 июня.

## Демография
Динамика населения:

## Администрация коммуны
- Официальный сайт: http://www.comune.sangiovannideldosso.mn.it/